# Hvid ageratina
Hvid Ageratina (Ageratina altissima) eller Hvid Hjortetrøst er en opretvoksende staude med en enkelt eller ganske få, hårede eller glatte stængler fra jorden. 

## Beskrivelse
Bladene er modsatstillede og ovale med takket rand. Oversiden er mat mørkegrøn, mens undersiden er skinnende lysegrøn og svagt håret. Blomstringen sker i juli-oktober, hvor man finder blomsterne samlet i små, kompakte (Regnfan-agtige) skærme, der tilsammen danner en flad halvskærm. De enkelte blomster er snehvide og regelmæssige med smalle, spidse kronblade. Frugterne er tørre nødder med kort fnok. 
Rodnettet består af tykke, seje jordstængler med mange trævlerødder.  
Højde x bredde og årlig tilvækst: 1 x 0,25 m (100 x 25 cm/år). Målene kan bruges til beregning af planteafstande i fx haver.

## Hjemsted
Hvid Ageratina hører hjemme i det nordøstlige USA og Canada, hvor planten indgår i vegetationerne langs skovbryn og i overgangszonen mellem løvskov og prærie. I Wisconsin har den været meget udbredt i de "egesavanner", der opstod som følge af de oprindelige folks afbrænding af underskoven. 
I Cedarburg Bog, Ozaukee County, Wisconsin, USA, findes arten i et område med småsøer, moser og blandede løv- og nåleskove sammen med bl.a. Kongebregne, Perlekurv, Skyggeblomst, Amerikansk Ginseng, Blodurt, Bukkeblad, Canadisk Akeleje, Canadisk Gyldenris, Canadisk Hønsebær, Fragaria virginiana (en art af Jordbær), Have-Purpursolhat, Hjertebladet Asters, Håret Solhat, Kanelbregne, Kæmpe-Silkeplante, Lyng-Asters, Læderløv, Nedliggende Bjergte, Nyengelsk Asters, Rød Druemunke, Sildig Gyldenris, Smalstråle, Storblomstret Treblad, Trenervet Snerre og Yuccabladet Mandstro

## Giftvirkning
Planten indeholder nogle kemiske forbindelser: tremeton, hydroxytremeton og dihydrotremeton. Disse ketoner er ikke giftige i sig selv, men enzymer i leveren omdanner dem til meget giftige forbindelser. Køer, som æder planten, udskiller disse giftige forbindelser i mælken. Mennesker (og kalve), der drikker den giftige mælk, risikerer at dø af giftstofferne i mælken. Forgiftningen bliver kaldt mælkesyge, og var årsag til en hel epidemi af dødsfald i landområder i USA i 1700- og 1800-tallet. Mælkesygens mest berømte offer er nok Nancy Hanks, Abraham Lincolns mor, der i 1818 døde af mælkesyge.
| Portal | Portal:Botanik |

## Note
1. ↑  dnr.wi.gov: Wisconsin Department of Natural Resources: Cedarburg Bog (engelsk)